# 민족화해협력범국민협의회
민족화해협력범국민협의회(이하 민화협)는 통일문제에 대한 국민 합의를 이끌어내고, 민족 화해 협력과 평화를 실현하고, 민족 공동번영을 이루어 나가기 위해 1998년 9월 3일 정당, 시민단체가 함께 모여 결성한 통일 운동 상설협의체이다. 사무실은 서울특별시 영등포구 여의도동 13-4 동우 국제빌딩 4층에 있다. 격월간지로 《민족화해》를 발행하고 있다.

## 배경
1998년 6월 조선민주주의인민공화국은 '통일을 희망하는 남북 및 해외 단체, 인사들과의 접촉과 왕래, 협력 강화'를 목적으로 민간교류 협의체인 민족 화해 협의회를 결성하고, 평양시에서 정당, 단체 대표자 회의를 열어 같은 해 8월 15일 판문점에서 민족의 화해와 단합을 위한 대축전을 개최할 것을 남측에 제의했다. 당시 김대중 정부에서는 이 제안을 긍정적으로 검토하여, 1998년 7월 민족의 화해, 평화, 통일을 위한 대축전 남측본부를 결성하였다. 남측본부의 참가 원칙은 남북 기본 합의 정신에 동의하는 모든 개인, 시민사회단체, 정당은 과거 행적과 정파를 불문하고 누구나 참여할 수 있다는 것이었다. 그러나 결성 초기 정당과 일부 보수 사회단체가 포함되지 않았다는 일부 비판 여론이 제기되면서 진보, 보수 사회단체와 정당을 모두 포괄하는 민족 화해 협력 범국민 협의회의 결성을 추진하게 되었다. 그리하여 1998년 9월 정당, 보수, 진보, 시민단체를 망라한 통일 운동 상설협의체로서 민화협이 창립되었다. 2004년 7월 민화협 회원단체는 모두 203개 단체였다.

## 성격
민화협은 정당, 사회단체들의 통일 운동 상설협의체다. 민화협 정관에는 민화협의 성격에 대해 “본회는 민간 차원에서 민족의 화해 협력과 평화통일을 위한 제반 사업을 수행하는 정당, 사회단체의 상설협의체이다”라고 규정하고 있다. 민화협 15년 백서에서는 통일은 당리당략이나 계층적 이해를 초월하여 민족번영을 추구하는 것이므로 이를 위해서는 민족 구성원 모두가 힘을 모아야 하기 때문에 정당, 사회단체 상설협의체가 필요하다며 통일을 추구하는 과정에서는 정파적인 이익을 배제하고 초월해야 한다고 설명한다. 통일은 민족 전체의 평화와 번영, 구성원 모두의 보다 나은 발전을 지향하기 때문에 통일을 만들어 가는 과정에서도 특정 세력과 정파의 이해관계에 집착해서는 안 되는 것이다. 더불어 통일 과정에서 남북 정부 당국이 해야 할 일이 있고, 남북의 각 정당과 사회단체들의 역할이 있기 때문에 민족공동의 이익을 목표로 각자의 영역에서 공정한 역할을 수행하면서 민족 화해와 통일을 위해 연대하는 것이 정당과 사회단체들의 역할이라고 강조하면서, 민화협은 이와 같이 정당, 사회단체들의 본연의 역할에 충실하기 위해 만들어진 정당, 사회단체들 간의 협의체라고 설명하고 있다.

## 역할
민화협은 남과 북의 정부 당국이 통일 지향적으로 나서도록 협력하고 촉구하며 통일의 과정에서 남측 민간을 대변하는 역할을 자임했다. 남북 정부 당국이 통일 과정에서 제 역할을 다하도록 협력하며, 민간의 목소리를 대변해서 통일 지향적으로 나서도록 촉구하겠다는 것이다. 통일 과정에서는 정부 당국의 역할도 중요하지만 민간의 역할도 중요하고, 정당·사회단체 상설협의체라는 위상에 맞게 민간 차원의 통일 운동을 적극 지원해서 민간 통일 운동을 활성화시키는 것을 민화협의 중요한 역할로 설명하고 있다.
또한 민화협은 민족의 화해를 이루기 위해서는 남북대화와 함께 우리 사회 내부의 남남 대화도 중요하다고 강조하며, 민화협 구성 자체가 보수와 진보가 협의하는 조직이므로 우리 사회 내부에서 통일문제에 대한 다양한 세력들 사이의 의사소통의 장으로 역할을 하겠다고 역할을 강조하고 있다.

## 정부의 지원
사단법인 형태의 민화협은 통일부 산하기관은 아니지만 2003년부터 정부에서 3억 5천만 원~5억 원가량의 사업비를 지원받고 있다.

## 사건
민족 화해 협력 범국민 협의회에서 2015년 3월 5일 주최한 조찬 강연회에서 연사로 참석한 마크 리퍼트 주한 미국 대사가 우리마당 대표 김기종에 의하여 피습을 당하는 사건이 발생하였다. 김기종이 민화협 조찬 강연회에 참석하게 된 것은 민화협 창립 초기에 김기종 대표의 '서울시민문화단체 연석회의'가 회원단체로 가입했고, 그 단체로 초청장이 발송되었기 때문이다. 이후 민화협은 해당 단체를 회원단체에서 즉각 제명하고 '민화협 쇄신특위'활동을 통해 조직 쇄신 노력을 기울였으며, 같은 해 12월 18일에는 마크 리퍼트 주한 미국 대사를 다시 초청하여 중단됐단 강연회를 재개하기도 했다.

## 역대 의장
- 한광옥 새정치국민회의 부총재 : (재임 기간 : 1998.9.3~1999.11)
- 강만길 경실련통일협회 이사장 : (재임 기간 : 1999.11~2000.10.24)
- 한완상 경실련통일협회 이사장 : (재임 기간 : 2000.10.24~2001.3)
- 이돈명 변호사 : (재임 기간 : 2001.4.13~2003.3.26)
- 이수성 전 국무총리 : (재임 기간 : 2003.3.26~2005.2.22)
- 정세현 전 통일부 장관 : (재임 기간 : 2005.2.22~2009.3.19)
- 김덕룡 전 국회의원 : (재임 기간 : 2009.3.19~2013.10.2)
- 홍사덕 전 국회의원 : (재임 기간 : 2013.10.2~2017.6.30)
- 김홍걸 더불어민주당 국민통합위원장 : (재임 기간: 2017.11.28 ~ 2020.8.6)
- 이종걸 전 국회의원 : (재임 기간: 2020.8.6 ~ 2023.4.21)[5]
- 손명원 대한민국ESG위원회 위원장 : (재임 기간 : 2023.4.21 ~ 현재)